# József Szendi

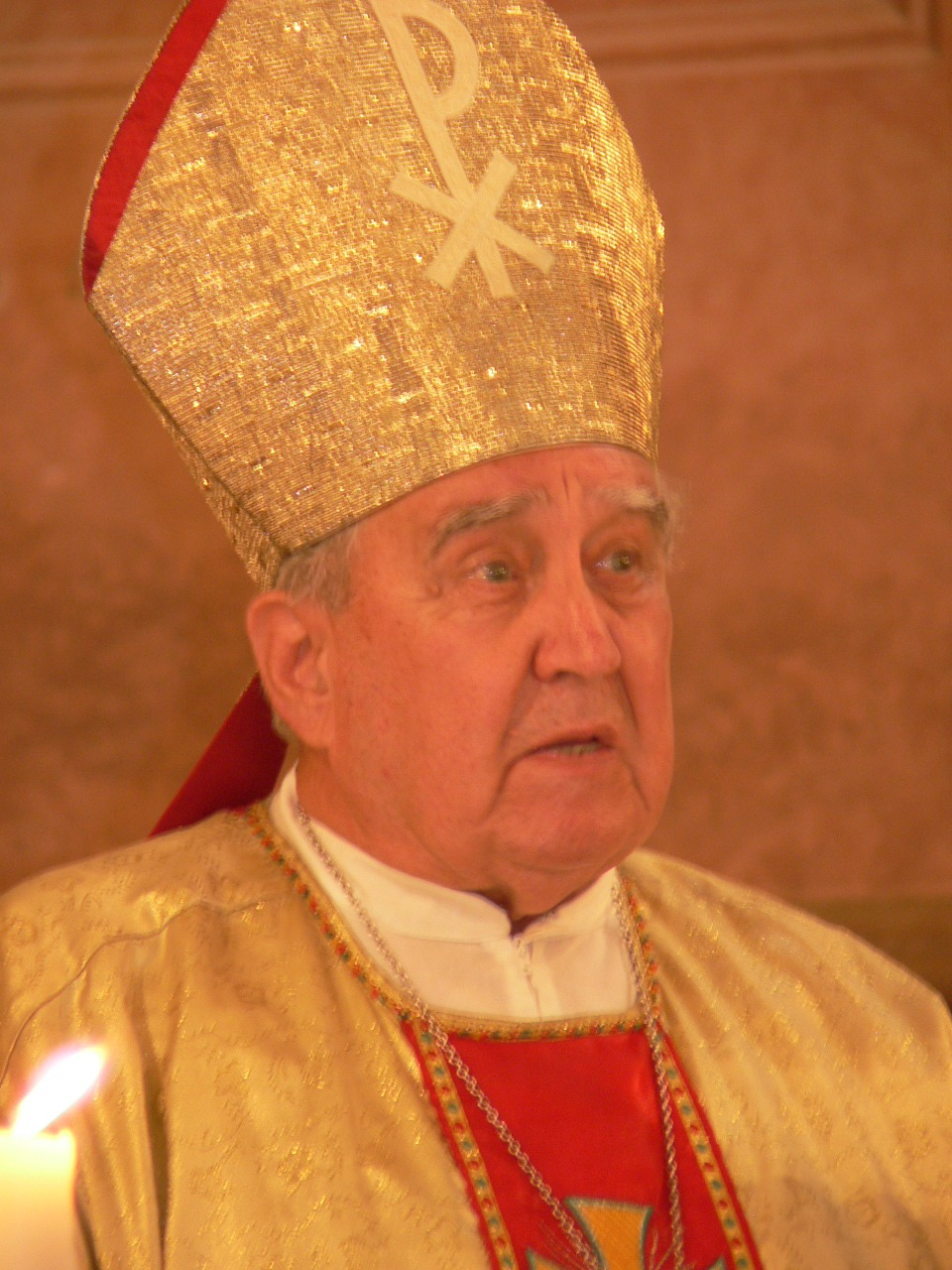
József Szendi (September 2005)

József Szendi (* 31. Oktober  1921 in Székesfehérvár (Stuhlweißenburg); † 23. Juli 2017 in Veszprém (Weißbrunn)) war ein ungarischer Geistlicher und römisch-katholischer Theologe sowie Erzbischof von Veszprém.

## Leben
József Szendi wurde an der katholischen Péter-Pázmány-Universität promoviert und empfing am 24. Dezember 1944 die Priesterweihe. Er war zunächst Krankenhausseelsorger. Von 1957 bis 1959 war er Pastor im Budapester Vorort Csepel-Királyerdő, anschließend Pfarrer in Pákozd bei Székesfehérvár. Von 1969 bis 1982 war er Theologieprofessor und Spiritual am Priesterseminar von Esztergom.
Papst Johannes Paul II. ernannte ihn am 5. April 1982 zum Apostolischen Administrator von Veszprém und Titularbischof von Stephaniacum. Der Erzbischof von Esztergom, László Kardinal Lékai, spendete ihm am 21. April desselben Jahres die Bischofsweihe; Mitkonsekratoren waren László Paskai OFM, Koadjutorerzbischof von Kalocsa, und Imre Kisberk, Altbischof von Székesfehérvár. Am 3. September 1983 wurde er Bischof von Veszprém und mit der Erhebung zum Erzbistum wurde er am 31. Mai 1993 erster Erzbischof von Veszprém. Am 14. August 1997 nahm Papst Johannes Paul II. seinen altersbedingten Rücktritt an.
2005 wurde er mit der Auszeichnung Hit Pajzsa geehrt. 2011 erhielt er den Ungarischen Verdienstorden. 2016 wurde er Ehrenbürger seiner Geburtsstadt Székesfehérvár.

## Werke
- Hétköznap is szól az Úr. Elmélkedések a hétköznapi evangéliumokról. Budapest, 1989.
- Számvetés. Emlékezések 1940-2002-ig. Budapest, 2002–2004.
- Krisztus Jézusban élni. Budapest, 2006.